# 2002 în literatură
- 2001 în literatură — 2002 în literatură — 2003 în literatură

Anul 2002 în literatură a implicat o serie de evenimente și cărți noi semnificative.

## Cărți noi
- Aaron Allston - Enemy Lines: Rebel Dream și Enemy Lines: Rebel Stand
- Jean M. Auel - The Shelters of Stone
- Paul Auster - The Book of Illusions
- Iain Banks - Dead Air
- Greg Bear - Vitals
- Raymond Benson - Die Another Day și The Man with the Red Tattoo
- Nelson Bond - The Far Side of Nowhere
- William Boyd - Any Human Heart
- Stephen L. Carter - The Emperor of Ocean Park
- Tracy Chevalier  - Girl with a Pearl Earring
- Bernard Cornwell - Sharpe's Prey, Sharpe's Skirmish și Vagabond
- Michael Crichton  - Prey
- Elaine Cunningham - Dark Journey
- L. Sprague de Camp - Aristotle and the Gun and Other Stories
- Thomas R. DeGregori - The Bountiful Harvest
- Harald Rosenløw Eeg - Stjernetrekker – Star Trek - Poteca stelelor - (roman pentru tineret)
- Dave Eggers - You Shall Know Our Velocity
- Janet Evanovich  - Hard Eight
- Michel Faber  - The Crimson Petal and the White
- Giorgio Faletti - Io uccido
- Mick Farren - Underland
- Nancy Farmer- The House of The Scorpion
- Janet Fitch - White Oleander
- Alan Dean Foster - The Approaching Storm
- Horace L. Gold și L. Sprague de Camp - None But Lucifer
- Jean-Christophe Grangé - Le Concile de pierre
- Niall Griffiths - Sheepshagger
- John Grisham - The Summons
- Joanne Harris - Coastliners
- John D. Harvey - The Cleansing
- Aleksandar Hemon - Nowhere Man
- Carl Hiaasen - Hoot
- Stephen King - Everything's Eventual: 14 Dark Tales și From a Buick 8
- Rachel Klein - The Moth Diaries
- Dean R. Koontz - By the Light of the Moon și One Door Away from Heaven
- Robert Ludlum - The Sigma Protocol
- Valerio Massimo Manfredi - The Last Legion
- Rohinton Mistry  - Family Matters
- Haruki Murakami - Kafka on the Shore
- Chuck Palahniuk - Lullaby
- Orhan Pamuk - Snow
- Ann Patchett - Bel Canto
- James Patterson - Beach House
- Terry Pratchett - Night Watch
- Libby Purves - Mother Country
- Pascal Quignard  - Les Ombres errantes
- Kathy Reichs - Grave Secrets
- Nora Roberts - Face the Fire
- R. A. Salvatore - Star Wars Episode II: Attack of the Clones
- Alice Sebold  - The Lovely Bones
- Carol Shields  - Unless
- Thomas Sullivan - Born Burning
- David Southwell - Dirty Cash
- Danielle Steel  - The Cottage
- Matthew Stover - Traitor
- Donna Tartt - The Little Friend
- William Trevor - The Story of Lucy Gault
- Andrew Vachss - Only Child
- Guy Vanderhaeghe  - The Last Crossing
- Barbara Vine - The Blood Doctor
- Sarah Waters - Fingersmith
- Darren Williams - Angel Rock
- Walter Jon Williams - Destiny's Way
- Roger Zelazny - The Last Defender of Camelot

## Premii
- Premiul Nobel pentru Literatură — Imre Kertész